# Myron (djur)
Myron är ett släkte av ormar i familjen Homalopsidae med tre arter som förekommer i den australiska regionen.
Arterna är med en längd upp till 75 cm små ormar. Utbredningsområdet ligger på Nya Guinea och i norra Australien. Habitatet utgörs av mangrove och av flodernas strandlinjer med lerig mark. Dessa ormar äter fiskar och krabbor. Honor lägger inga ägg utan föder levande ungar.
Arterna är:
- Myron karnsi
- Myron resetari
- Myron richardsonii